# حزب الطليعة العربي الديمقراطي
 حزب الطليعة العربي الديمقراطي، حزب سياسي تونسي ذى توجه بعثي. اسس الحزب في مارس 2011  من قبل نشطاء بعثيين وقوميين مستقلين فضلوا عدم الانضواء تحت حركة البعث بتونس، ويمتاز الحزب عن الحركة التاريخية بنزعته الأكثر يسارية وبارتفاع نسبة المنخرطين الشبان فيه. ساهم الحزب في عام 2011 في عدّة تحركات احتجاجية من بينها وقفة في شارع الحبيب بورقيبة في 31 أوت ضد فساد القضاء واخرى في 16 سبتمبر من اجل دعم المقاومة الفلسطينية. تحالف الحزب اثناء انتخابات المجلس التأسيسي مع حركة الوطنيين الديمقراطيين تحت اسم «ائتلاف الكرامة» في دائرتي تونس 1و2 دون بلوغ 1% من الأصوات. في أكتوبر 2012 كان الحزب من مؤسسي تحالف الجبهة الشعبية الذي يجمع عدة أحزاب يسارية وقومية. يقع مقر الحزب في نهج فلسطين.

## مبادئ الحزب
يقدم الحزب نفسه ك«حزب عروبي ديمقراطي تقدمي وحداثي»  يهدف إلى:
- تحقيق مبادئ ثورة 14 جانفي 2011 وأهدافها في الحرية والكرامة والديمقراطية وترسيخ نظام جمهوري يقطع نهائيا مع الاستبداد ويعيد السيادة للشعب باعتبار الانتخابات المصدر الوحيد للشرعية لأي ممارسة للسلطة وطنيا وجهويا ومحليا وضمان حرية الرأي والتعبير والتنظم والتظاهر والتداول السلمي على السلطة والفصل بين السلطات وبين الدين والشأن السياسي وإقرار المساواة بين المواطنين بغض النظر عن الجنس واللون والمعتقد.
- إقامة نظام برلماني ـــ رئاسي يتيح أوسع مشاركة سياسية دونما إقصاء وفي كنف الاستقرار مع الاعتماد على اللامركزية الإدارية بوصفها أداة للممارسة الديمقراطية في اتخاذ القرار وإدارة الشأن الجهوي بما يضمن تنمية عادلة ومتوازنة ومستجيبة لتطلعات كافة شرائح الشعب في القضاء على كل مظاهر الاستغلال الاقتصادي والاجتماعي والجهل والمرض مع ترسيخ سياسة بيئية تضمن الصحة العامة للشعب وتحفظ بلادنا للأجيال المقبلة
- انتهاج سياسة اقتصادية وطنية تحافظ على ثروة البلاد وتنميها وتعمل على استثمارها والاستفادة منها بشكل عادل بين الجهات والأفراد،
- العمل على ترسيخ الهوية العربية الإسلامية للشعب والانتصار للحداثة والعقلانية في السياسات التعليمية والثقافية وانتماء تونس للأمة العربية والنضال من أجل وحدتها السياسية كهدف إستراتيجي ضمن خيار تقدمي ديمقراطي يعادي الاستعمار والصهيونية والنزعات الإقليمية والانفصالية ويعتبر تحرير فلسطين مهمة مركزية لتحقيق أهداف الأمة العربية في الوحدة والتحرر والتقدم.
- التواصل والتعاون مع كافة قوى التقدم في العالم ومناصرة حركات التحرر الوطني والانعتاق الاجتماعي من أجل عالم ينعم بالعدل والإخاء

1. ↑  "أحد مؤسّسي حزب الطليعة العربي الديمقراطي ل«الشروق»: نعم بلغتنا انتقادات حول انخراطنا في «القطب»"، جريدة في 8 جوان 2011 نسخة محفوظة 04 مارس 2016 على موقع واي باك مشين.
2. ↑  "أهداف حزب الطليعة العربي الديمقراطي"، موقع أحزاب تونس [وصلة مكسورة] نسخة محفوظة 24 سبتمبر 2015 على موقع واي باك مشين.
3. ↑  "تأسيس حزب الطليعة العربي الديمقراطي"، جريدة الصباح في 7 مارس 2011 [وصلة مكسورة] نسخة محفوظة 25 يونيو 2012 على موقع واي باك مشين.
4. ↑  مطوية التعريف بالحزب

## وصلات خارجية
- الصفحة الرسمية لحزب الطليعة العربي الديمقراطي على الفايسبوك  على فيسبوك.